# Мудес (Коннектикут)
Мудес (англ. Moodus) — переписна місцевість (CDP) в США, в окрузі Міддлсекс штату Коннектикут. 